# رزیتا یاراحمدی
رزیتا یاراحمدی (زادهٔ ۱۳۴۶) دوبلور ایرانی است. او در تهران به‌دنیا آمده و ریشهٔ دورود لرستان دارد. او خواهر کوچکتر آزیتا یاراحمدی است. یاراحمدی از سال ۱۳۶۲ فعالیت خود را آغاز کرد و علاوه بر گویندگی در بسیاری از آثار خارجی و ایرانی، در برنامهٔ صبح جمعه با شما نیز حضور داشت.

## نقش‌های مهم
صدای او یادآور شخصیت‌های کارتونی و تلویزیونی بسیاری است از جمله:
انیمه
• حمله به غول‌ها (میکاسا)
- ماجراهای هاکلبری فین (هاکلبری فین)
- سرزمین آدم‌کوچولوها (ممول)
- ویلی گنجشکه (ویلی)
- ماجراهای خانه دوستی سری دوم (کانگرو، نقش‌های مختلف)
- افسانه توشیشان (چیبی پسرک کوچولو در دسته توشیشان)
- دوقلوهای افسانه‌ای (جولی)
- ایکیو سان (سایو جان)
- زنان کوچک (سارا)
- بچه‌های کوه تاراک (جیل)
- بابا لنگ‌دراز (سالی مک‌بِراید)
- بیل کوچولو (بیل)
- ماسک M.A.S.K. 1985 (نوجوان ربات سوار)
- خاله ریزه و قاشق سحرآمیز (لی لی)
- دامبو فیل پرنده (فیل شنل و سربند نارنجی)
- نیک و نیکو (نقش‌های مختلف)
- باخانمان (روزالی)
- چوبین (پروانه)
- پوم پوم (رزی)
- صندوق پست (صندوق)
- رمی (دوست رمی)
- فردی مورچه سیاه (کفش دوزکی که دوست دختر فردی بود)
- ستاره کوچولو (ستاره کوچولو)
- بینوایان (کوزت) (سریالی که از شبکه دو پخش شد)
- اسکروچ یا آواز کریسمس میکی‌ها (تیم کوچولوی معلول)
- حمله به تایتان‌ها (می کاسا)
- وایولت اورگاردن (وایولت)

سریال
- الیور توئیست 1985 BBC (چارلی پسرک جیب بر و همچنین رز)
- مزد ترس (زهرا دختر سروان محمدی)
- سرای ابریشم (زکیه)
- خانواده کیمچی(وو جو)
- مأمور انتقال (۲۰۱۲) (کاترینا)
- افسانهٔ جومونگ (سوسانو)
- افسانه خورشید و ماه (۲۰۱۲) (هئو یئون وو / وول)
- مجموعه حوادث ناگوار (مجموعه تلویزیونی)(ویولت بودلر)
- نوش جان (میکو اونو)
- امیلی در نیومون (امیلی)[۳]

فیلم
- نسخه سحرآمیز (کانی پسرک شرقی)
- تنها در خانه (کوین مک کالکین)
- سارا کوچولو (۱۹۹۵) - سارا کرو
- دلیر (شاهزاده مریدا)
- شهر اشباح (هاکو)
- پیتر پن (جان)
- ستیغ جهنمی (ترزا پالمر)
- هری پاتر و سنگ جادو و هری پاتر و تالار اسرار (هری)